# Eli Urbanová
Eli Urbanová (Čáslav, 1922. február 8. – Prága, 2012. január 20.) cseh eszperantista, költő, író, tanítónő. Urbanová 1940-ben debütált költőként. 1948-ban tanulta meg az eszperantó nyelvet, és néhány hónappal később már eszperantó szövegeket és verseket jelentett meg. Számos eredeti eszperantó verset is írt, amelyek közül a legjobbak több esetben is megnyerték az Eszperantó Világszövetség (UEA) képzőművészeti versenyét. 

## Életútja
1922. február 8-án született a cseh Čáslav városában Eliška Vrzáková néven. Tanítóképzőt végzett, majd 1941-ben a Štefo Urban magániskolájában tanított zenét. 1942-ben összeházasodtak, de 1955-ben el is váltak, Eli egy általános iskolában dolgozott tovább. 1965-ben ifjúsági oktató lett. 1975-ben kiadott cseh nyelven egy oktatási segédletet oktatók számára. 1940-ben a Čáslavban a Malý könyvkiadó Eliška Doubravská álnéven kiadta a cseh nyelven Tükör c. versgyűjteményét. Ez volt az első versírói kísérlete. 
1942-ben Eli és Štefo együtt zenéltek Karel Höger színésszel, aki megismertette velük az eszperantó nyelvet, mert ő a háború előtt a brnói Verda Stacio-ban lépett fel. De csak 1948-ban lettek eszperantisták, 1949-ben csatlakoztak az Esperanto Klubo Prago-hoz, és 1950-ben nyelvvizsgáztak. Aztán eszperantóul kezdtek el írni. 1952 és 1977 között Eli Urbanovát 10 alkalommal díjazták különböző képzőművészeti versenyen.

## Művei
- Nur tri kolorojn (1960 ĉe eldonejo Stafeto kun la antaŭparolo de Baghy Gyula, ŝia iama korespondanto kaj favoranto).
- El subaj fontoj (ĈEA 1981)
- Verso kaj larmo (Iltis 1986)
- Vino, viroj kaj kanto (Fonto 1995)
- Hetajro dancas (Fonto 1995)
- Peza vino / Těžké víno (KAVA-PECH 1996) kun ĉeĥa traduko de Josef Rumler
- El mia buduaro (Fonto 2001)
- Rapide pasis la temp (KAVA-PECH 2003)
- Prefere ne tro rigardi retro (KAVA-PECH 2007)

## Díjak, elismerések
- Az Esperantó Világszövetség tiszteletbeli tagja
- A Cseh Esperantó Szövetség tiszteletbeli tagja

## Fordítás
- Ez a szócikk részben vagy egészben  az   Eli Urbanová című eszperantó Wikipédia-szócikk ezen változatának fordításán alapul.  Az eredeti cikk szerkesztőit annak laptörténete sorolja fel. Ez a jelzés csupán a megfogalmazás eredetét és a szerzői jogokat jelzi, nem szolgál a cikkben szereplő információk forrásmegjelöléseként.